# Пронурок бурий
Пронурок бурий (Cinclus pallasii) — вид горобцеподібних птахів родини пронуркових (Cinclidae).

## Поширення
Вид поширений в Східній Азії. Трапляється на сході Росії (Камчатка, Курильські острови, Сахалін, Амурська область, Приморський край), в Японії, Кореї, Китаї, Тайвані, на крайньому сході Монголії, на півночі Лаосу, Таїланду та М'янми, у Гімалаях (Бутан, Непал, Північна Індія), на сході Афганістану, у Таджикистані, Узбекистані, Киргизстані та на сході Казахстану.

## Опис
Найбільший представник родини. Птах завдовжки 21-23 см, вагою 62-88 г. Оперення коричневого забарвлення, а крила та хвіст темно-коричневі.

## Спосіб життя
Мешкає у горах поруч з стрімкими річками. Взимку мігрує у нижчі широти. Тримається швидкоплинних річок з прозорою водою та кам'янистим дном. Живиться комахами та дрібними безхребетними. Основу раціону складають личинки мошок, одноденок, волохокрильців та дрібні молюски.